# Крещенка (Илишевский район)
Крещенка — упразднённое в 2005 году село  в Илишевском районе Республики Башкортостан. Входила в состав Игметовского сельсовета.

## История
Время основания деревни Крещенка (Саръязбаш), расположенной в верховьях р. Саръяз, неизвестно. 
По сведениям 1870 г., среди других поселений Крещенки нет. 
По сельской переписи 1917 года Крещенка состояла из 96 дворов. 
В 1920 году в 113 дворах проживали 734 жителя из русских. 
По сборнику «Территориально-административное деление Башкирской АССР» (Уфа, 1981) в этом селе преобладали башкиры.
Закон Республики Башкортостан от 20 июля 2005 года № 211-з «О внесении изменений в административно-территориальное устройство Республики Башкортостан в связи с образованием, объединением, упразднением и изменением статуса населённых пунктов, переносом административных центров»  гласил:

ст.1

4. Упразднить следующие населенные пункты:

22) в Илишевском районе:

а) село Крещенка Игметовского сельсовета;

б) село Старохазино Новомедведевского сельсовета

### Об образовании села Крещёнка
Село Крещёнка образовалось после отмены крепостного права.
Купив земли, поросшие лесом, между деревень: Ишкарово с восточной стороны, Игметово с южной стороны, Рсаево с западной стороны и Ашманово с северной стороны. Выкорчевали лес на правой стороне речки Сарьяз и стали осваивать строительство своих домов.
Первопроходцами были: Эсаулов Артемий, Пискунов Григорий, Пуртов Иван выходцы их Вятской губернии в 1861—1870 годы.
Затем приехали Третьяков Александр, Паскидов Александр, Глушков Иван, Резнов Демьян, Батурин Борис, Решетников Василий, Шерстобитов Михаил, Иванов Иван, Кандрашин Павел, Юрьев Михаил, Банников Егор, Карманов Владимир выходцы из Бирского района.
Баженов Яким, Ермолаев Степан, Беляев Фрол, Токарев Михаил, Старцев Даниил, Михайлов Саватей выходцы из Кушнаренковского района, д. Киринёво (ок. 1882 г.)
Вергузов Александр выходец из Мордовии.
С правой стороны Сарьяз речки в середине выкорчеванного от леса земельного участка начали строить дома первопроходцы Эсауловы, Пискуновы, Вергузовы и Пуртовы. Улица строилась вдоль речки Сарьяз с запада на восток. В середине земельного участка первопроходцы Эсауловы, Пискуновы, Вергузовы и Пуртовы построили свои дома. Напротив этих строений был отведён участок под строительство церкви. 
По словам прадедов возведение церкви было произведено в 1868—1872 годах. На церковной площади в центре была построена церковь, с правой стороны был построен жилой дом для священнослужителя, а чуть дальше церкви построили церковно-приходскую школу. Престольные праздники Крещение и Троица.
В 1870-х годах уже в Крещёнке родились Эсаулов Иван, Пискунов Даниил, Вергузов Пантелеймон, Михайлов Григорий, Михайлов Иван, Михайлов Ефрем, Токарев Степан, Старцев Иван, Банников Михаил, Банников Фёдор, Беляев Сидор, Юрьев Павел, Юрьев Даниил, Юрьев Иван, Банников Павел, Глушков Михаил, Иванов Александр, Кандрашин Митрофан, Александров Калистрат, Дормидонтов Афанасий, Пихтовников Степан.
Вот так возникло село Крещёнка на правом берегу речки Сарьяз в 6-ти километрах от центра сельсовета Ишкарово и в 12-ти километрах от районного центра Верхнеяркеево.
В 1930 г. были репрессриваны с конфискацией имущества и сосланы в ссылку местные жители - "кулаки", реабилитированы в 1989 г. как жертвы политического террора в СССР.  
Церковь стояла до лета 1938 года. По словам старожилов внутри церкви был похоронен один из первых священнослужителей. Церковь была трёх купольная, в том числе часовня.
С Великой Отечественной войны 1941-1945 г.г. не вернулись ок. 70% призванных мужчин.
По преданиям, когда началась история Крещенки, некий проходящий старец предрек недолгий век деревне, сказав: "Зря строитесь, мужики, деревня простоит только 100 лет". 
Так и произошло.

## Население
Согласно переписи 2002 года в населённом пункте проживало 0 человек.